# Rogues
 Rogues  es una población y comuna francesa, situada en la región de Languedoc-Rosellón, departamento de Gard, en el distrito de Le Vigan y cantón de Le Vigan.

## Demografía
| 146 | 101 | 126 | 124 | 133 | 128 |
| Para los censos de 1962 a 1999 la población legal corresponde a la población sin duplicidades (Fuente: INSEE [Consultar]) |     |     |     |     |     |